# The Gift (canción de INXS)
«The Gift» es el trigésimo sexto disco sencillo del grupo australiano de rock INXS, el primero desprendido de su noveno álbum de estudio Full Moon, Dirty Hearts, y fue publicado el 23 de octubre de 1993. La canción fue escrita por Jon Farriss y Michael Hutchence.
El vídeo de "The Gift" dramatiza temas que van desde la guerra y el terrorismo hasta el hambre y la contaminación, y la banda parece atravesar la pantalla del televisor con ira. El video fue prohibido por MTV debido a su uso de imágenes del Holocausto y la Guerra del Golfo.
En una entrevista con el director y gran colaborador de la banda, Richard Lowenstein: "El video utiliza imágenes desgarradoras para retratar la capacidad del hombre para crear estragos y destrucción. El mensaje detrás del video es mostrar cómo, como espectadores, aceptamos, y cada vez de forma más apática las imágenes de gran sufrimiento y violencia humanos."
El sencillo alcanzó el número dos en Portugal, y el puesto 11 en Reino Unido como mejores registros.

## Músicos
- Michael Hutchence: voz principal y coros
- Kirk Pengilly: guitarra acústica y coros
- Tim Farriss: guitarra eléctrica y coros
- Andrew Farriss: piano electrónico, sintetizador, Caja de ritmos y coros
- Garry Gary Beers: bajo
- Jon Farriss: batería

## Formatos
Formatos del sencillo.
En disco de vinilo de 7"
7 pulgadas. 1993 Mercury Records 862 858-7 . 1993 Mercury Records INXS 25 
| Lado A |            |                                 |          |  |
| N.º    | Título     | Escritor(es)                    | Duración |  |
| 1.     | «The Gift» | Jon Farriss y Michael Hutchence | 4:04     |  |

| Lado B |                           |                                 |          |  |
| N.º    | Título                    | Escritor(es)                    | Duración |  |
| 1.     | «The Gift» (Extended Mix) | Jon Farriss y Michael Hutchence | 6:44     |  |

En Casete
| Casete. 1993 Atlantic Records 4-87304 . 1993 Mercury Records INXMC 25 |                           |                                 |          |  |
| N.º                                                                   | Título                    | Escritor(es)                    | Duración |  |
| 1.                                                                    | «The Gift»                | Jon Farriss y Michael Hutchence | 4:04     |  |
| 2.                                                                    | «The Gift» (Extended Mix) | Jon Farriss y Michael Hutchence | 6:44     |  |

| Casete. 1993 East West Records 4509939294 |                                             |                                    |          |  |
| N.º                                       | Título                                      | Escritor(es)                       | Duración |  |
| 1.                                        | «The Gift»                                  | Jon Farriss y Michael Hutchence    | 4:04     |  |
| 2.                                        | «Need You Tonight»                          | Andrew Farriss y Michael Hutchence | 3:02     |  |
| 3.                                        | «Kiss The Dirt (Falling Down The Mountain)» | Andrew Farriss y Michael Hutchence | 3:56     |  |
| 4.                                        | «What You Need»                             | Andrew Farriss y Michael Hutchence | 3:35     |  |
| 5.                                        | «Burn for You»                              | Andrew Farriss y Michael Hutchence | 4:59     |  |

En CD
| CD 1993 Mercury Records 862 876-2 |                   |                                 |          |  |
| N.º                               | Título            | Escritor(es)                    | Duración |  |
| 1.                                | «The Gift»        | Jon Farriss y Michael Hutchence | 4:04     |  |
| 2.                                | «Born To Be Wild» | Mars Bonfire                    | 3:47     |  |

| CD 1993 Mercury Records 862 858-2 |                           |                                 |          |  |
| N.º                               | Título                    | Escritor(es)                    | Duración |  |
| 1.                                | «The Gift»                | Jon Farriss y Michael Hutchence | 4:04     |  |
| 2.                                | «The Gift» (Extended Mix) | Jon Farriss y Michael Hutchence | 6:44     |  |

| CD 1993 Mercury Records 862 859-2 INXCD25 |                             |                                 |          |  |
| N.º                                       | Título                      | Escritor(es)                    | Duración |  |
| 1.                                        | «The Gift»                  | Jon Farriss y Michael Hutchence | 4:04     |  |
| 2.                                        | «Born To Be Wild»           | Mars Bonfire                    | 3:47     |  |
| 3.                                        | «The Gift» (Bonus Beat Mix) | Jon Farriss y Michael Hutchence | 4:59     |  |

| CD 1993 Mercury Records 862 861-2 INXCT25 |                           |                                 |          |  |
| N.º                                       | Título                    | Escritor(es)                    | Duración |  |
| 1.                                        | «The Gift»                | Jon Farriss y Michael Hutchence | 4:04     |  |
| 2.                                        | «The Gift» (Extended Mix) | Jon Farriss y Michael Hutchence | 6:44     |  |
| 3.                                        | «Heaven Sent» (Live)      | Andrew Farriss                  | 3:37     |  |

| CD 1993 Mercury Records 862 877-2 |                             |                                 |          |  |
| N.º                               | Título                      | Escritor(es)                    | Duración |  |
| 1.                                | «The Gift»                  | Jon Farriss y Michael Hutchence | 4:04     |  |
| 2.                                | «Born To Be Wild»           | Mars Bonfire                    | 3:47     |  |
| 3.                                | «The Gift» (Bonus Beat Mix) | Jon Farriss y Michael Hutchence | 4:59     |  |
| 4.                                | «Heaven Sent» (Live)        | Andrew Farriss                  | 3:37     |  |

| CD 1993 East West Records 450993292 , 1993 East West Records AMCE-634 |                                             |                                    |          |  |
| N.º                                                                   | Título                                      | Escritor(es)                       | Duración |  |
| 1.                                                                    | «The Gift»                                  | Jon Farriss y Michael Hutchence    | 4:04     |  |
| 2.                                                                    | «Need You Tonight»                          | Andrew Farriss y Michael Hutchence | 3:02     |  |
| 3.                                                                    | «Kiss The Dirt (Falling Down The Mountain)» | Andrew Farriss y Michael Hutchence | 3:56     |  |
| 4.                                                                    | «What You Need»                             | Andrew Farriss y Michael Hutchence | 3:35     |  |
| 5.                                                                    | «Burn for You»                              | Andrew Farriss y Michael Hutchence | 4:59     |  |

| CD 1993 Atlantic Records 85722-2 , 1993 Atlantic Records CD 85722 |                             |                                 |          |  |
| N.º                                                               | Título                      | Escritor(es)                    | Duración |  |
| 1.                                                                | «The Gift»                  | Jon Farriss y Michael Hutchence | 4:04     |  |
| 2.                                                                | «Born To Be Wild»           | Mars Bonfire                    | 3:47     |  |
| 3.                                                                | «The Gift» (Extended Mix)   | Jon Farriss y Michael Hutchence | 6:44     |  |
| 4.                                                                | «The Gift» (Bonus Beat Mix) | Jon Farriss y Michael Hutchence | 4:59     |  |
| 5.                                                                | «Heaven Sent» (Live)        | Andrew Farriss                  | 3:37     |  |

## Posicionamiento
| Listas (1993)                        | Posición |
| ------------------------------------ | -------- |
| EE. UU. Billboard Hot 100            | 46       |
| EE. UU. Billboard Modern Rock Tracks | 10       |
| UK Singles Chart                     | 23       |
| Listas musicales de Australia        | 34       |